# Juan David Castro
Juan David Castro Ruiz (ur. 21 grudnia 1991 w Veracruz) – meksykański piłkarz występujący na pozycji środkowego pomocnika, skrzydłowego lub bocznego obrońcy.